# 舒適堡

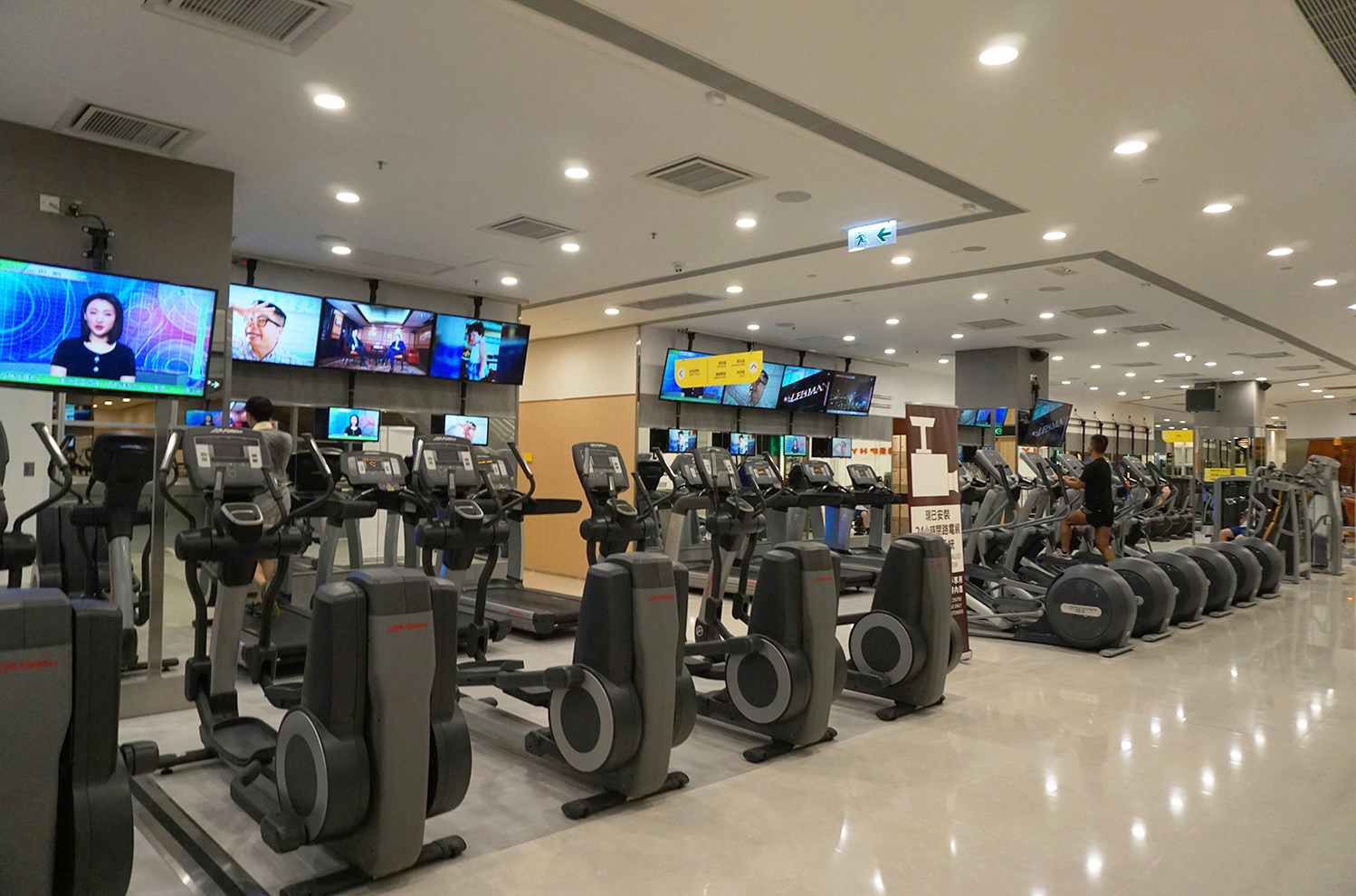
昔日德福廣場分店

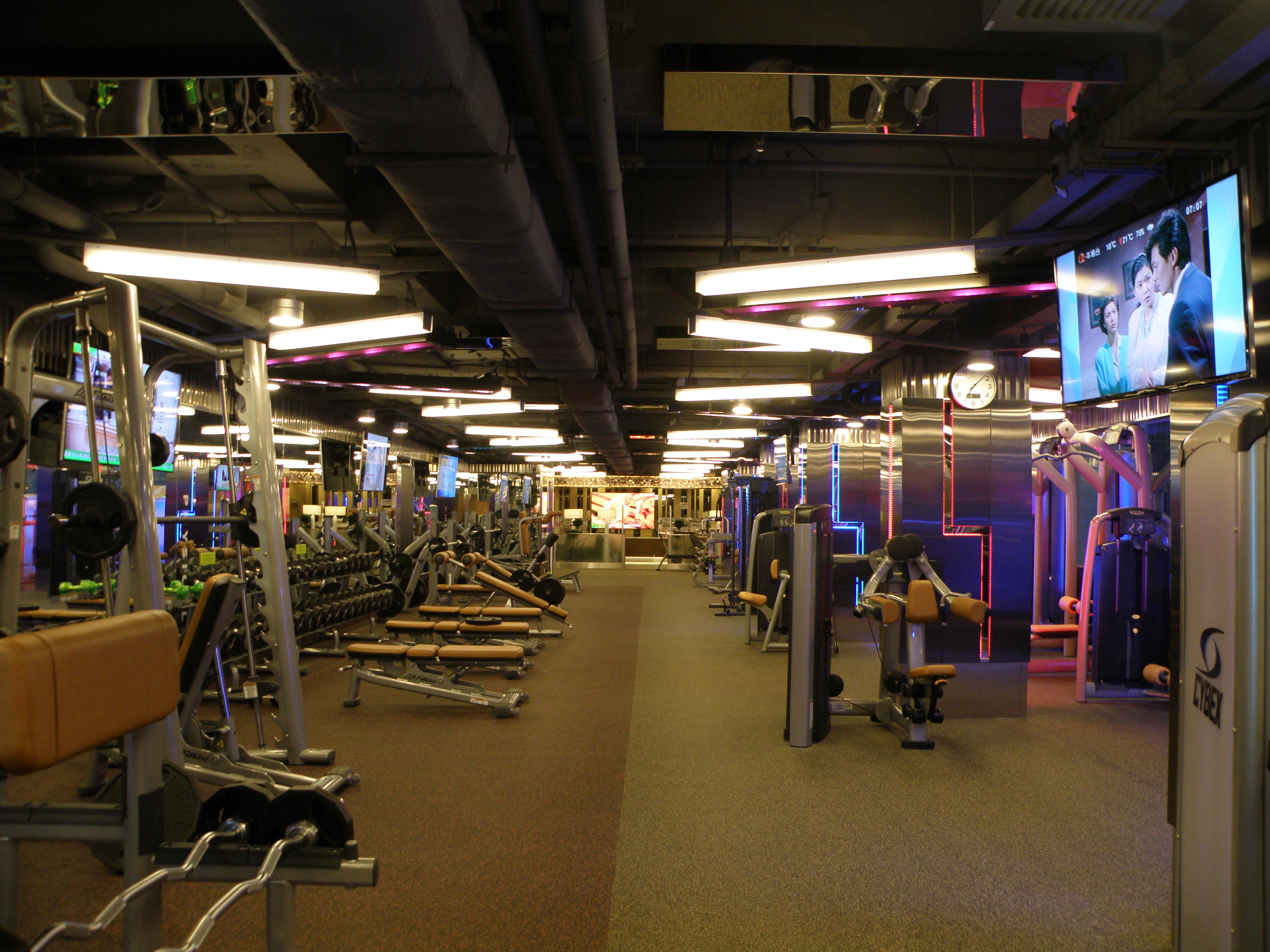
昔日堅尼地城舒適堡分店內貌

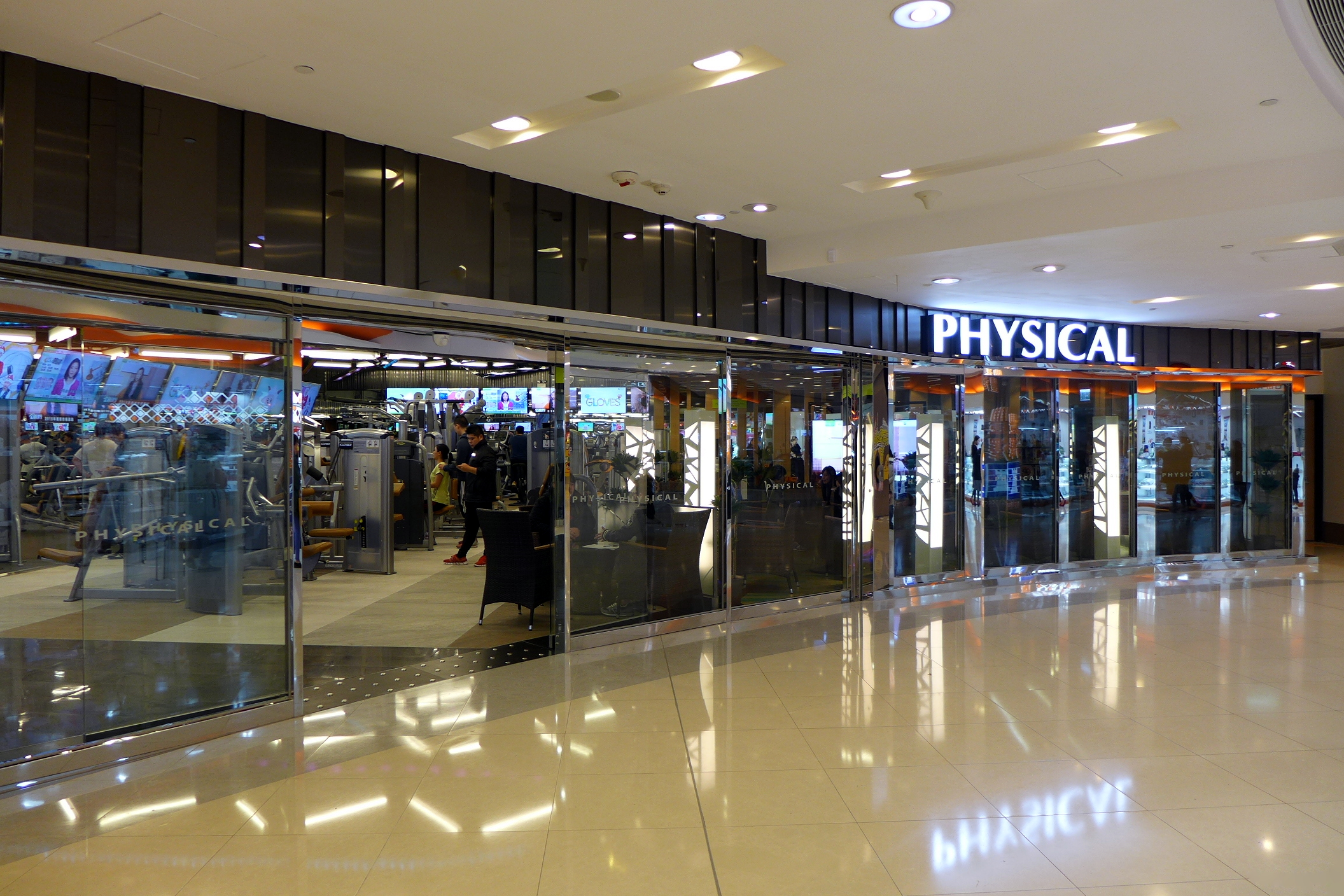
昔日樂富廣場舒適堡分店，結業後由24/7 Fitness租用

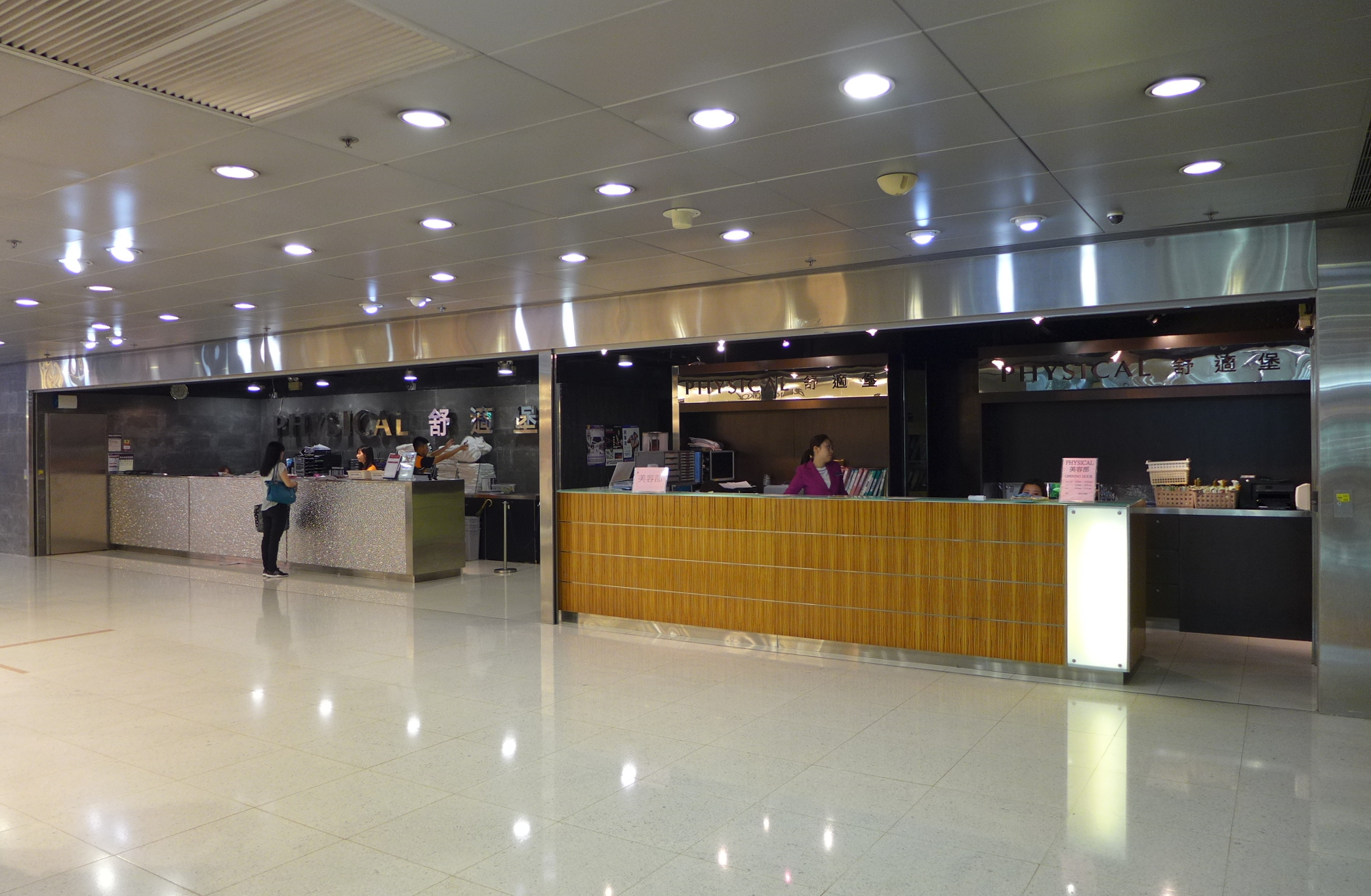
昔日康怡廣場舒適堡分店，分為健身部及美容部

舒適堡（PHYSICAL Fitness & Beauty）曾是連鎖健身中心、美容健美中心，是由陸毅強、何玉華夫婦於1986年創辦。其代言人為郭富城（2002年－2024年初）、陳冠希及徐子淇（2000年－2002年）、何婉盈（1990年代初），陳貝兒則曾主持舒適堡美容部廣告特輯。舒適堡於2024年9月6日全線結業，結業前是香港分店數目第四大的健身公司，僅次於24/7 Fitness、Anytime Fitness及Snap Fitness。舒適堡是當地最早創立之連鎖健身中心，業務遍及香港及中國内地。其銷售手法多年來備受爭議，不時有市民投訴被騙。
公司註冊處資料顯示，以「舒適堡」名義註冊的公司有20間，其中3間已解散，餘下17間公司中，有14間公司董事都只有陸毅強及其妻何玉華兩人，另有3間公司董事只有陸毅強一人。初期健身部在美孚新邨，只招待女賓，並將健身美容集於一分店內，2000年增設男女賓會所及開始將健身與美容業務分拆，直至2016年最後一間女賓健身店已改為男女賓。結業前集團佔地總面積約90萬平方呎，擁有逾150萬名客戶。公司辦公室位於北角電氣道183號友邦廣場23樓。

## 業務分佈

### 香港

#### 健身部
在香港，結業前共有14間健身店。1986年於美孚新邨開設首間分店。
2000年增設會所於銅鑼灣伊利莎伯大廈與女賓店利舞臺廣場（後來搬遷至同區怡和街68號百利保廣場）。
2003年4月添設鰂魚涌康怡廣場店，其後開設尖沙咀喜來登酒店門店，同年11月進駐沙田連城廣場（香港最大分店，佔地達70,000平方呎）。
2005年開設荃灣城市中心及屯門市廣場女賓店，2007年9月，荃灣店遷至同區協和廣場。
2010年8月首次進駐人流密集的旺角區（荷李活商業中心），佔用4層。同年10月，開設上水廣場店，為北區首間大型連鎖健身中心。
2011年1月將屯門市廣場女子健身店遷至區內大興花園商場並改為男女賓。同年9月起舒適堡進行新一輪擴充，首次進駐中環（新紀元廣場）；10月開設繼荃灣店後的新界南第二分店（葵芳新都會廣場）；11月首次擴展至東九龍區（九龍灣淘大花園商場）。
2012年6月底及12月中先後增設馬鞍山廣場及觀塘寧晉中心店。
2013年2月初進駐香港仔中心，為南區首間大型健身中心，繼而於4月中開設灣仔及元朗店，8月結束尖沙咀喜來登分店並搬遷至同區加拿芬廣場繼續營業，9月增設大埔店。
踏入2014年，舒適堡進一步擴展網絡，8月30日開設香港第20分店（樂富店）。
2015年1月30日增設堅尼地城店。
2016年2月1日新增長沙灣廣場會所。銅鑼灣伊利莎伯大廈分店於2016年4月30日結束，並在5月1日將同區原本只限女賓的百利保廣場（怡和街68號）店改為男女賓。荃灣協和廣場店於2016年6月13日關閉，並於8月10日遷至同區中國染廠大廈。舒適堡亦於11月24日首次進駐將軍澳，增設TKO Gateway店。
2017年7月22日新增九龍灣德福廣場店（香港第23間分店），為集團於香港所設分店的最高峰時期。
進入2018年，香港區業務出現收縮，分店由全盛時期的23間減至21間，於8月底結束馬鞍山及香港仔會所。
灣仔店營業至2019年11月底，並於2020年1月中遷至同區京城大廈。
元朗及大埔店分別運作至2021年10月底及2022年6月中。
2023年5月因欠交中環店租金77萬2千港元而被業主入稟法院追收連管理費及利息共88萬8千元，並於5月31日收回舖位，淘大、葵芳及堅尼地城店分別營業至同年9月中、9月底及10月初，香港健身店進一步減至15間。
2024年2月初於新蒲崗越秀廣場增設一間全新品牌「PHYSICAL Plus+」會所，該店前身由Let's Fitness租用，同月底結束九龍灣德福廣場店，觀塘店經營至8月初，分店數目降至14間，原計劃樂富店營業至9月底，惟隨着舒適堡於9月6日突然全線結業而提早結束營運。

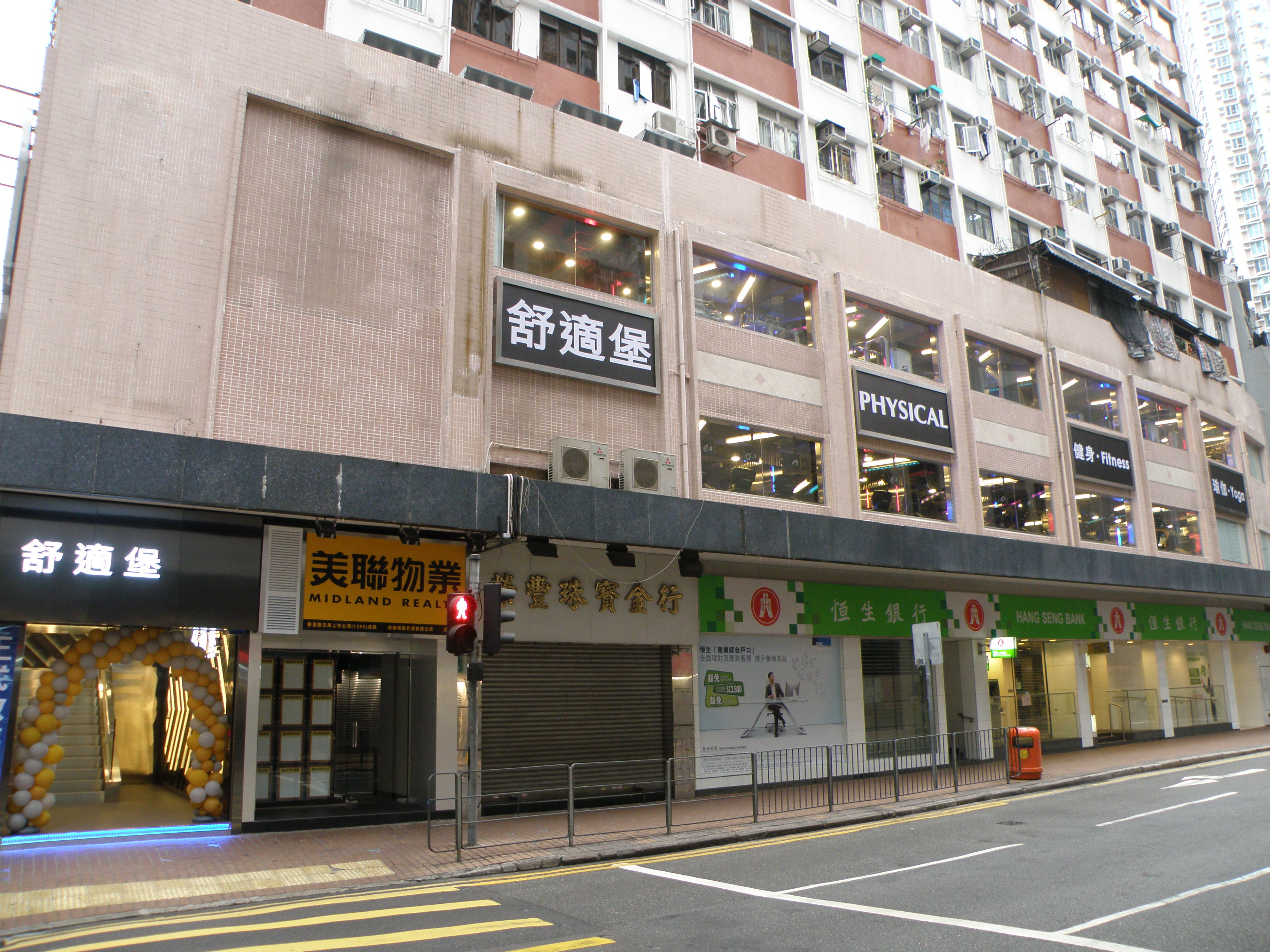
結業前的堅尼地城分店外貌
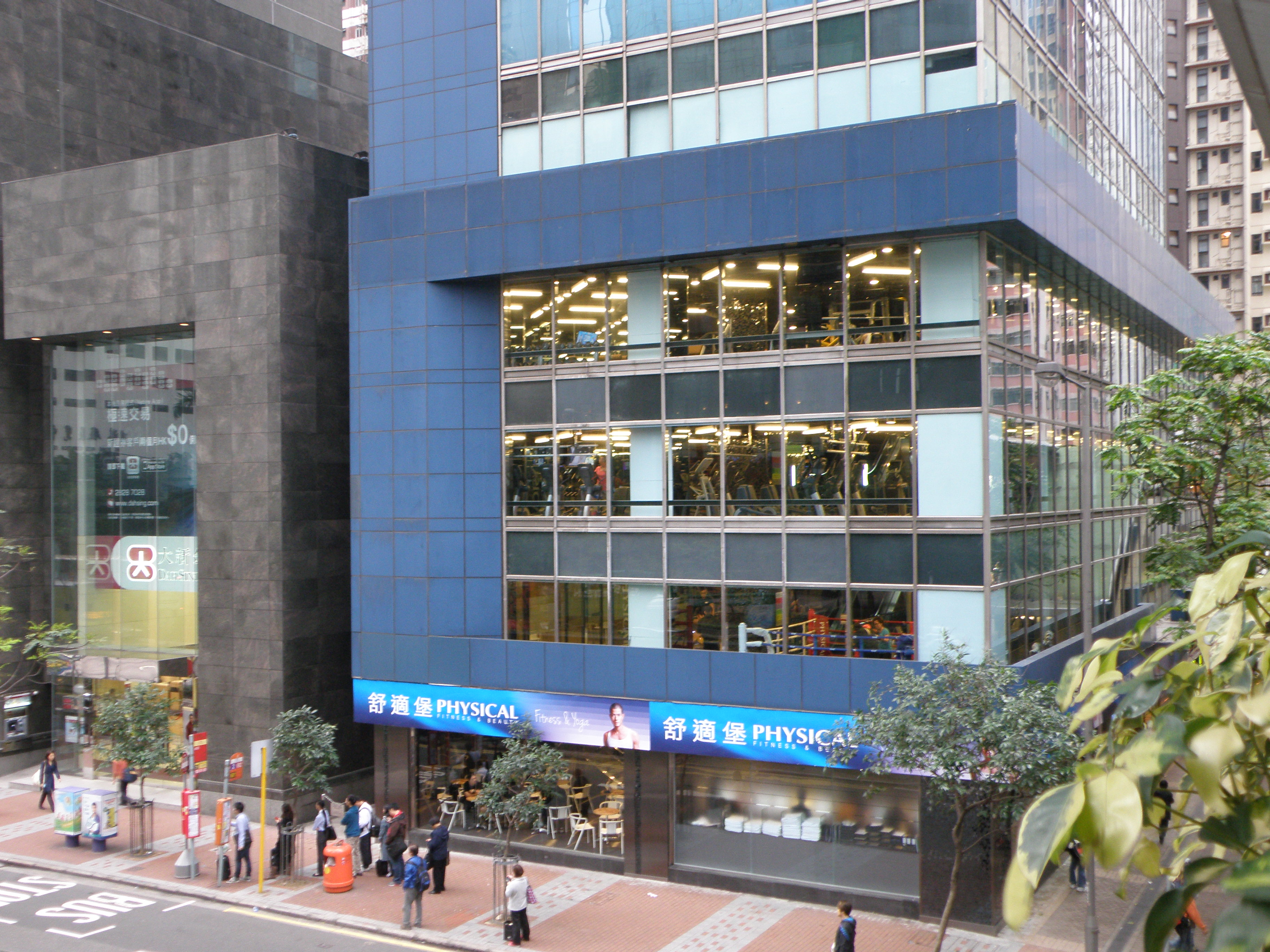
搬遷前的灣仔告士打道88號分店，前身由加州健身租用
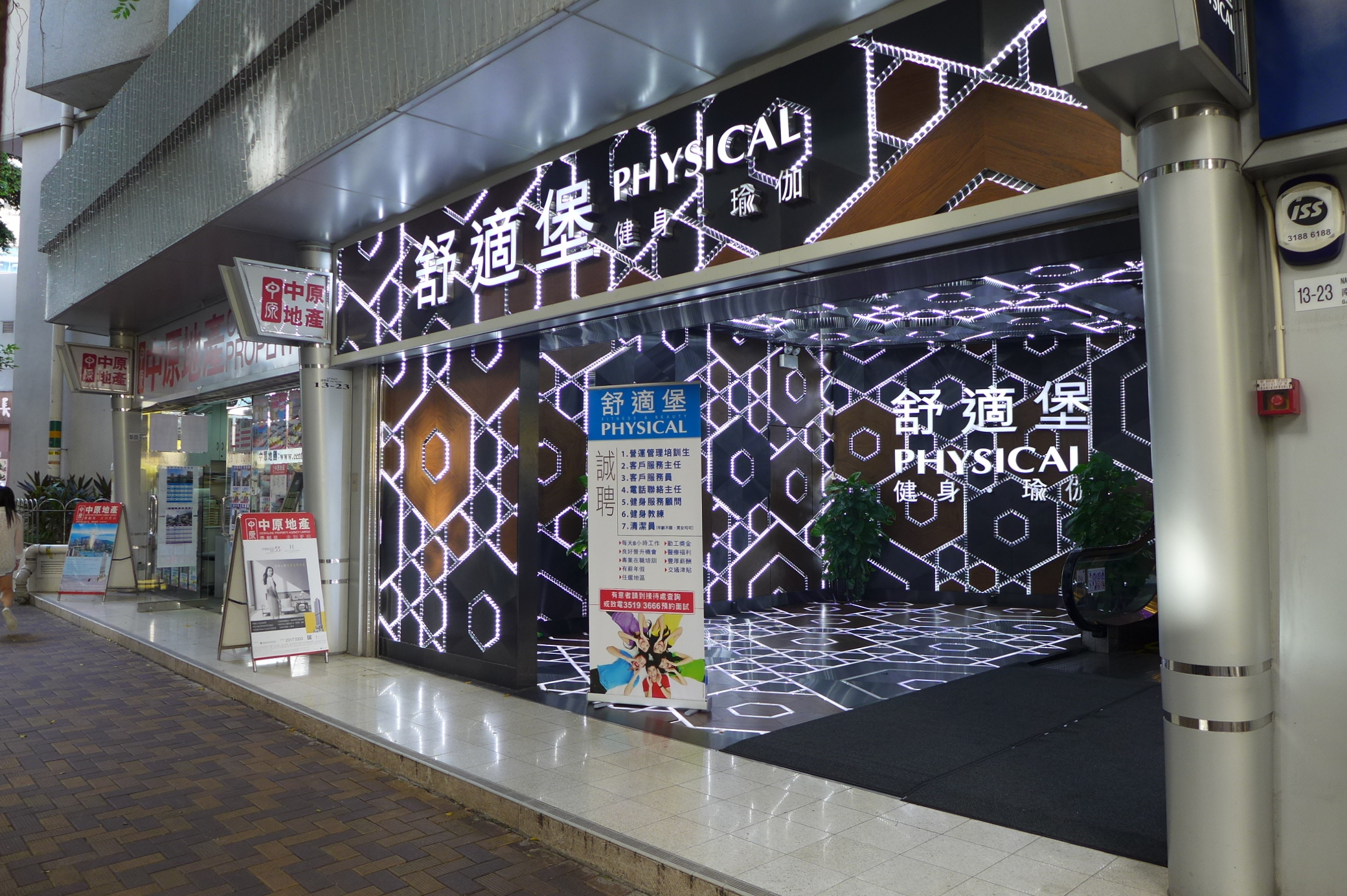
香港仔中心分店（已結業）
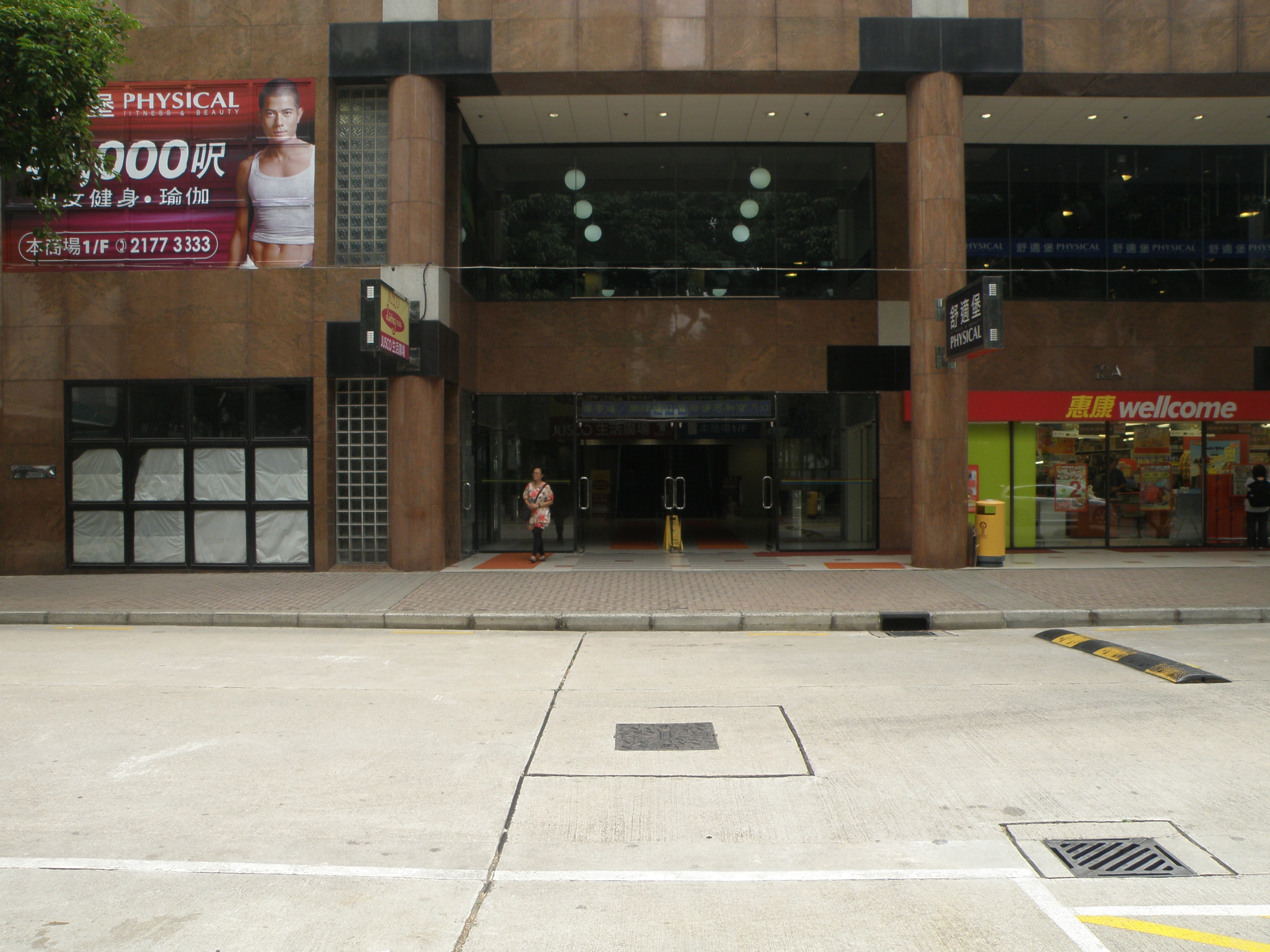
屯門分店（已結業）

#### 美容部

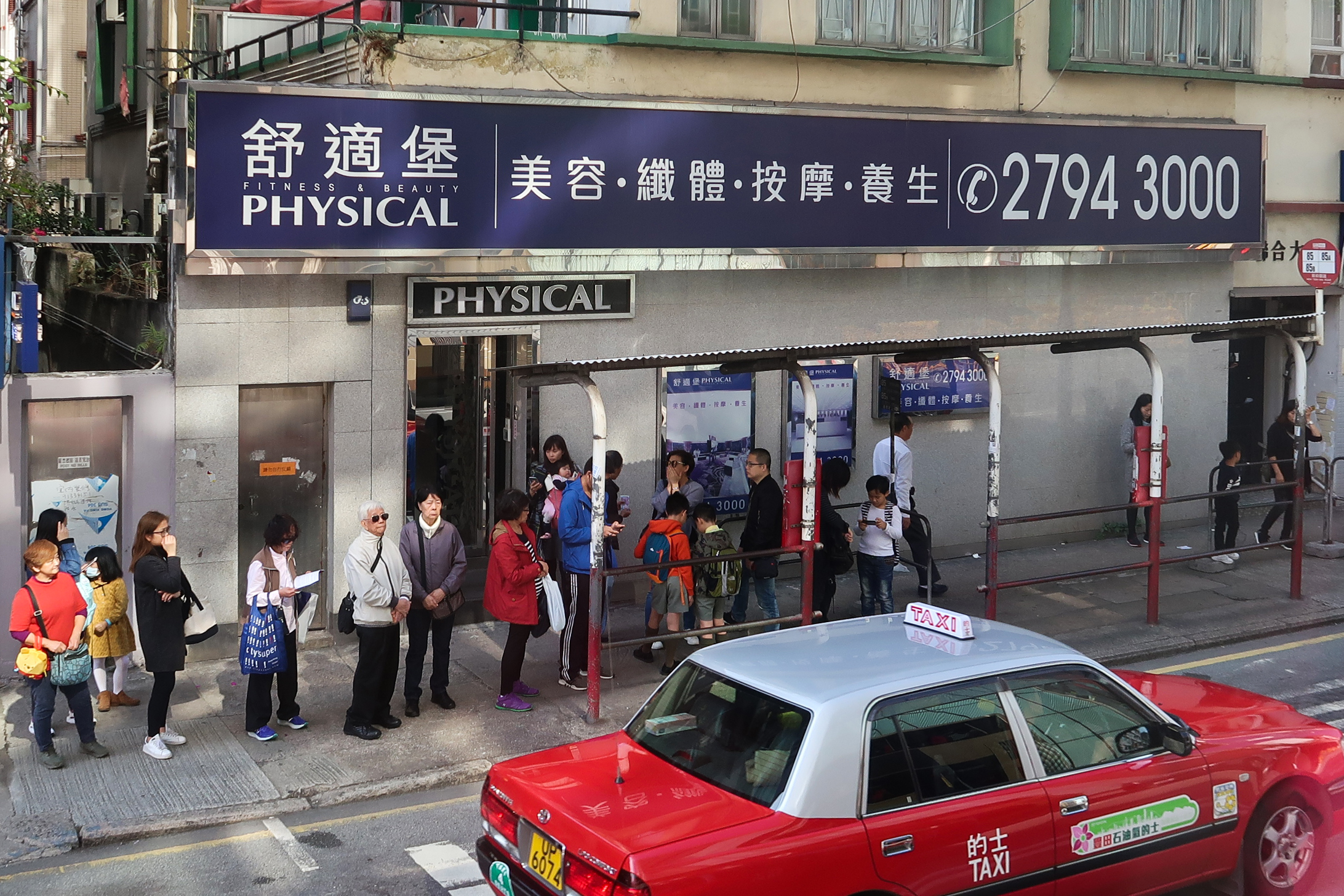
九龍城舒適堡美容纖體中心（已結業）

香港美容部結業前共有10間分店（其中3間為純女士美容），覆蓋設有健身店的區域。

### 中國内地

#### 健身部
舒適堡除於香港設有分店外，亦將業務拓展至中國大陸。
1993年9月首次進軍中國內地市場，在上海虹橋開設分店，及後增設黃浦店。
2000年將虹橋店遷至美羅城。
2002年10月將黃浦店遷至香港廣場。
2005年1月新設來福士廣場店，為集團於中港兩地首次引入游泳池（室內恆溫）及按摩池，其後加入海外灘中心及寶地廣場會所。
2004年5月新增杭州黃龍世紀廣場店，隨後增設西湖時代廣場、星光國際廣場、杭州國際假日酒店及天際大廈分店。
2008年曾經新增紹興假日新天地會所，惟及後因需求問題而關閉。
2013年12月關閉上海香港廣場店及遷至錦光國際購物中心繼續經營。
2014年1月開設成都國際金融中心店。
踏入2015年，舒適堡加快中國內地業務的擴充步伐，1月關閉杭州西湖時代廣場店，並改為增設3間會所，分別位於杭州銀泰城、天工藝院及上海晶品中心，2月加設上海淮海國際廣場及重慶時代廣場店，12月新設上海紫荊廣場店及成都來福士廣場店。
2016年5月、8月、11月及12月分別進一步增設上海新大陸廣場、悅達889廣場（設泳池）、七寶萬科廣場（設泳池）及189弄購物中心廣場店。
2017年，分別於1及2月加設廣州首間的天匯廣場及上海巴黎春天會所，其後開設上海麗晟廣場店，並於8月至10月中期間添設上海東苑麗寶廣場、蓮花國際、萬象城、華盛廣場、 壹豐廣場、成都東方廣場商業中心、重慶國金中心、首次進駐佛山（嶺南站Nova）及上海綠地繽紛廣場會所。
2018年1月亦開設佛山南海廣場及首次進駐天津（仁恒置地廣場）店；同年3月中、5月初、6月中及8月分別開設上海萬輝國際廣場、寶龍城市廣場、成都悠方會所及首次落戶煙台（萬達廣場），10月初開設上海青浦寶龍城市廣場、萬達廣場、寧匯廣場、江蘇南通（萬象城）及山東德州（萬達廣場），10月底增設上海三林印象城，12月初首次進駐瀋陽（嘉里城）。
2019年1月中增設上海寶楊寶龍廣場、成都藍潤置地廣場及廣州僑林苑會所，3月初及6月底分別添設上海愛琴海購物公園及遠洋廣場門市，再於9月底增設上海嘉定寶龍廣場與龍湖閔行星悅薈店，12月初添設蘇州協鑫廣場購物中心店（當地首間）。
2020年3月中加設上海龍湖閔行天街及成都凱德廣場·樂視界會所，及後因應新冠肺炎肆虐全球及自身財政狀況等原因，中國內地健身店從最高峰的56間大幅縮減分店，並已於2023年12月底從官網刪去中國大陸分店資料。除了上海紫荊廣場店只設桑拿室外，其餘中國內地分店均擁有桑拿及蒸氣浴室。

#### 大量分店結業、欠租及欠薪事件
2023年12月，上海數間分店突然停業，亦有員工被拖欠多月薪金。舒適堡負責人承認受新冠疫情影響，多間門店出現財困，經營艱難，目前正在籌措資金，盡辦法補回工資。浦東新大陸廣場店已停業，商場告示顯示該店嚴重拖欠租金及管理費達數百萬人民幣，即使法院介入調解也無法繳交，故強制暫停相關服務。不少會員反映，許多門店在倒閉前不久還在群組發布廣告，要求會員續約，結業後的退款流程更是舉步維艱。部份店內的浴室突然關閉，廁所無法正常使用，更衣室的垃圾堆積如山乏人清潔，最近門店工作人員數量銳減，多個印有「還我薪水」的紙盒被放在顯眼的健身區。

#### 美容部
中國大陸設有8間美容店，6間在上海，2間在杭州，1間在大連（已結業），8間美容店中有5間專為女士服務。

### 澳門
舒適堡曾於澳門置地廣場開設分店，於2012年8月中結業，並表示會於同年10月搬遷至銀座廣場。惟直至2016年仍未有重新開業，更於3月在官方網站刪除澳門分店資料。有澳門會員曾於2012年8月向舒適堡要求取消會藉並退回預繳的月費，沒有回覆後轉為向澳門消委會投訴，消委會收到9宗相關投訴，惟表示無能為力。事件中共40人受困擾並無法追回會費。

## 產品、服務及設施
所有健身會所均設有多元化歐美進口健身器械、瑜伽及健康舞室、心肺功能鍛鍊區、重量器械訓練區、拳擊訓練區及雜誌區等，沐浴間免費提供洗頭沐浴露、護髮素、吹風機等並設有桑拿及蒸氣浴室（灣仔、上水、長沙灣、沙田男賓部、樂富男賓部、將軍澳男賓部只設桑拿室，銅鑼灣男賓部不設桑拿及蒸氣室，惟自2022年12月29日政府放寬防疫措施後，舒適堡一直不重開所有健身部之桑拿及蒸氣浴室，引起客戶不滿，翌年4月中起改為衹開放少量分店之桑拿室，蒸氣室則仍全線關閉），舒適堡亦提供電子數字磅方便量度體重。部份分店提供桌面電腦上網服務，但是數據偏差太大，甚至假數據。會所除終身會籍提供有限數量毛巾外，不會免費提供，如要使用均要逐次收費或購買較化算的毛巾套票，目前每條毛巾借用費為30港元。會所好多設施破損都不修理，引起會員不滿。

## 健身教練
各健身部會所提供一對一的私人健身教練（額外收費），他們持有體適能專業資格，能為參加者設計個人的訓練計劃。在私人教練的指導下，學員可以學到如何安全和有效地運動，同時知道怎樣進行健康飲食。他們並會定時給予意見及鼓勵，而當學員越了解體適能及全程投入每個訓練，便會事半功倍達成目標。透過私人訓練可獲得個別指導，從而在短時間內達到參與者的目標。富經驗的私人教練會根據學員的目標及健康狀況，度身訂造理想的訓練計劃。私人教練會提供體適能測試及評估、運動生理、運動方法及營養學意見。 但是部分健身教練為了增加業績，會在街上與人搭訕或在健身室內與正在健身的人搭訕，並禁錮市民要求購買參加課程才離開房間，便以不同欺騙方式去購買，即使別人不同意仍然強制叫人付款參加，而且還會用侮辱性字眼去稱呼別人，同黑社會沒有差別，並用假數據去叫市民參加健身課程。

## 會藉選擇
從一間會所到一個城市所有分店，亦可選擇只在非繁忙時段進場，會藉期限分為一個月至永久性。由於擁有大量客戶，月費為眾健身集團中最廉宜。根據官方網站（ https://physical-hk.com （页面存档备份，存于） ）資料顯示截至2023年4月，最優惠為新客戶付一千港元可入會七個月，無需其他費用即可通行全線分店。

## 開放時間
一般為上午7時至晚上11時，週六及週日提早一小時關門，週日亦會延遲一小時開門，旺角店開放時間較長（週一至週日朝6晚12）。遇上公眾假期則改為朝9晚9，農曆年初一至初三全日休息。

## 經營模式
有別於其競爭對手，舒適堡的業務除經營健身中心外，還提供美容纖體療程，主要針對女顧客。
私人教練課程需要額外收費，通常以禁錮強制式購買。以10-20課，每課60分鐘計算，平均每小時收費5000港元。

## 銷售手法爭議
舒適堡歷來的銷售手法引起不少爭議，有顧客均表示曾受該公司推銷纏擾，如買了5年會籍的林先生表示，試過健身時有職員不停批評其身材，包括要他減肥，甚至在跑步時想按停其跑步機，迫使他接受其推銷，在林生喝斥下才告停止。
參考：加州健身#銷售手法
- 2006年，一名方姓男子於上海舒適堡健身中心一次性繳付了2千元人民幣，購買了一個鑽石級的終身會藉，往後4年亦有依時付清每月88元的設施使用費。2010年10月，當方先生再次提出續卡時，工作人員聲稱由於他違反客人守則，會籍已被取消。上海市黃浦區法院一審判令舒適堡健身中心繼續履行與消費者之間的合約[77]。

- 2011年6月底，一名女教師在香港尖沙咀分店健身，當取回會員證預備離開的時候，兩名職員示意她的會員證有問題，著她留步處理，但原來只是藉詞向她推銷新的月費優惠，希望她提早續約。事主7月初收到信用卡月結單，發現新舊合約同時收費，而新合約每月供款更多達3,700多港元，而非協議的每月百多元。她大感震驚，細看新合約內容，發現合約生效年期長達20年，職員填寫有關健身服務計劃類別一欄時，將「240」個月年期中的「24」兩數字寫在表格空白處，但「0」字則重疊在表格上的英文「月」字之上，似乎大有隱藏「0」字之嫌。女教師感到被騙，向舒適堡投訴又不穫處理，於是報案及致電消費者委員會求助，她計劃入稟小額錢債審裁處追討[78]。

- 2011年7月8日，一名28歲女文員到香港銅鑼灣分店，換領80港元團購的「1個月無限次健身」通行證，其間職員以查詢信用卡優惠為名，騙走事主3張信用卡，在事主沒有受權的情況下，一個多小時內瘋狂刷了16次，並強迫她簽下為期7年的健身會籍，總值逾4萬7千元，另外又迫她簽下2萬多元的48堂私人教練健身課程，需要一年內完成，越期作廢。事主曾多次要求舒適堡退款不果，2011年8月27日在區議員曾健成及兩名朋友陪同下到場抗議，但未有結果[79][80]。

- 2011年11月，任職出入口文員的黃姓女子投訴被一名洋名為Ray Chan的尖沙咀分店職員誤導，要求她簽署一份「回贈計劃書」，強調不須要付錢，簽署完畢才發現文件原來是一份長達180個月的續約文件。當事人已經報警求助。同月15日，在民主黨區議員胡志偉的陪同下召開記者會。[81][82]

- 2012年2月，一名31歲患有癲癇症的男子，被人以免費禮品誘騙進入香港康怡廣場分店，期間在4至5名職員包圍及多次誤導的情況下簽下長達30年的合約，店員又藉詞其信用額不足，刷完再刷，結果刷掉7萬多元。事主父親事後立即回店理論、報警及向消委會投訴，但都於事無補。[83]

- 2015年8月，舒適堡董事老闆陸毅強及妻子何玉華、2名管理人員及1名銷售人員被香港海關拘捕，涉嫌違反《商品說明條例》的威嚇性的營業行為條文，以威逼及誘騙的方式致使客人購買價值3.8萬港元的10年健身會籍。四人目前已獲准保釋候查。案中女事主在旺角一間分店擁有舒適堡10年會籍，2015年初，女事主在健身中心被女職員推銷另一個10年會籍，事主已多次表明不願意，但女職員向事主要索取身分證及信用卡，其間職員即以具威嚇性語言強迫其簽下10年會籍，事主其後向海關舉報。[84][85]。有記者到灣仔舒適堡分店外拍攝相關相片，店內職員隨即向保安員投訴。保安員衝到街上說記者不可以拍攝，還警告如果不停止就報警處理。[86]
- 2018年1月，有舒適堡會員指在2017年11月在未有事先通知會員情況下，突然將近八成的健康舞堂轉為要收50元入場費的工作坊，令她早前花逾兩萬元購入的900多張健康舞券變成廢紙，已有近30名苦主向消委會投訴。舒適堡拒絕回應事件。[87]
- 2024年，至宣布結業前一周，屯門分店有人推銷「9800港元玩10年」，至結業前一周，更有人推銷「8000元玩一世」。舒適堡聲稱灣仔分店有新投資者，將改名為Healthy品牌營運。

## 勞資糾紛
- 有舒適堡的職員，疑不滿公司多年來沒有向員工發放假期佣金，涉嫌違反《僱傭條例》，於2014年1月13日，會同香港職工會聯盟成員共十多人，到港島區一間舒適堡分店外抗議。[88]
- 健身中心舒适堡暂时结业超过一周，劳工处累积接获670 名舒适堡员工求助，主要追讨欠薪及遣散费。[89]截至9月19日中午，勞工處已接獲約720名「舒適堡」僱員求助，大部分涉及欠薪及其他僱傭權益的申索。[90]

## 其他訴訟
- 2008年，泰籍模特兒索尼亚·考琳·李（Sonia Couling）指美容健身中心舒適堡Physical Beauty & Fitness Holdings Ltd，在合約期後仍繼續使用其硬照為其公司宣傳，令她蒙受損失，入稟區域法院向健美中心索償，並要求禁制舒適堡繼續使用其照片[91]。

## 意外
- 2005年3月14日下午，一名23歲曾於舒適堡美容部任職的女美容師以顧客身份到荃灣城市中心分店健身後使用桑拿，惟步出桑拿室後突感不適昏倒及嘔吐，送院後不治[92][93]。有醫生指不排除事主患有隱性心臟病而不自知[94] ，提醒在焗桑拿之前必須了解自己的健康狀況，否則容易出危險，尤其高血壓及糖尿病患者，因為心臟功能較差，不適宜長時間焗桑拿，並補充在做完劇烈運動後，因身體缺水，應稍事休息，喝水補充水份後才進入桑拿室焗桑拿。

- 2007年，一名男子在上海舒適堡健淋浴後，在通道中滑倒，經鑒定後證實為十級傷殘。徐匯區法院判決健身中心未盡到安全保障義務，需賠償醫療費、護理費、傷殘賠償金、精神損害撫慰金等合共37,000人民幣[95]。

- 2008年2月3日，一名5旬中年漢在香港荃灣協和廣場分店健身，使用跑步機跑步期間不支暈倒；職員發現後立即報警將他送院搶救，惜返魂乏術終告不治[96]。

- 2010年，一名不到20歲的女子，從上海黃浦區來福士商業廣場7樓舒適堡健身中心墜下，當場身亡，具體墜樓原因不明，目擊者聲稱該女子事前因退卡事宜與會方發生過爭執。[97][98]

- 2016年10月23日，外匯投資專家百利好金業研究部董事，黃耀明在康怡廣場分店使用「太空漫步機」時，心臟病發猝死。[99]

## 事件
- 2008年10月16日中午，一名69歲老翁在銅鑼灣伊利莎伯大廈分店健身及洗澡後，利用風筒吹乾濕透底褲及腳趾罅，一名42歲男會員不滿干涉，老翁卻充耳不聞離開健身中心。中年男子不滿對方態度，追出從後箍頸，老翁還以一招「猴子偷桃」，偷襲對方下體，最後雙雙撞破一家裝修中商舖的圍板後倒地，由警員到場拘捕。[100]
- 2010年，一名21歲懷疑智障少女隨母親到香港荃灣協和廣場分店健身，涉嫌將一塊重5磅健身用的鐵餅推落樓；鐵餅跌在20呎下廣場的扶手電梯旁的地上，事件無人受傷，但地面遭強大衝力鑿出一個洞，少女事後被拘捕[101]。
- 2012年1月，旺角分店於19日內發生了多達9次的儲物櫃失竊案，部份鎖頭沒有被撬過的痕跡，疑似內鬼所為，惟會方拒絕回應事件[102]。
- 2020年3月27日，因應2019冠状病毒病全球大流行，而部份香港健身中心亦已有確診會員曾經到訪，為加強防疫措施，阻止疫情於健身中心內大爆發，行政會議通過新規例，要求全港所有健身中心由3月28日下午6時起關閉14天[103]，4月21日政府宣佈停業期進一步延長至5月7日[104]，受影響包括舒適堡所有香港分店。
- 2021年12月28日，同業Goji Studios全線結業，Goji Studios的會員穫安排於舒適堡完成合約期內餘下月份的服務[105]。
- 2024年9月10日，成立38年的連鎖健身及美容中心舒適堡突然宣布暫時結業，大批顧客、健身教練與其他員工頓變苦主。經民聯油尖旺區議員昨日陪同5名舒適堡員工到尖沙咀警署報案，認為舒適堡在明知即將結業的情況下，仍然以額外佣金呼籲員工多作推銷，懷疑舒適堡可能涉嫌詐騙和虛假陳述。 （页面存档备份，存于）

- 2025年1月27日，舒適堡被高等法院頒令清盤。

https://thewitnesshk.com/%E9%AB%98%E9%99%A2%E9%A0%92%E4%BB%A4%E8%88%92%E9%81%A9%E5%A0%A1%E6%B8%85%E7%9B%A4%E5%AE%98%E6%8C%87%E8%B3%87%E4%B8%8D%E6%8A%B5%E5%82%B5/
- 2025年2月19日， 舒適堡（尖沙咀）美容及健美有限公司被高等法院頒令清盤

https://www.hk01.com/%E7%A4%BE%E6%9C%83%E6%96%B0%E8%81%9E/60211959/%E8%88%92%E9%81%A9%E5%A0%A1%E6%97%97%E4%B8%8B%E5%85%AC%E5%8F%B8%E9%81%AD%E9%AB%98%E9%99%A2%E9%A0%92%E4%BB%A4%E6%B8%85%E7%9B%A4-%E5%AE%98%E9%80%8F%E9%9C%B2%E5%9F%BA%E6%96%BC%E7%A7%9F%E7%B4%84%E5%95%8F%E9%A1%8C#google_vignette

## 清盤謠傳
2009年6月，網上流傳舒適堡將會於7月1日清盤的消息及委託會計師行進行核數清盤工作。然而舒適堡於同年9月發出聲明，強調公司財政狀況健全，絕對沒有任何賣盤或清盤計劃，早前外間所有謠傳均屬惡意抹黑，舒適堡已對有關誹謗行為採取法律行動。

## 欠供多月強積金、欠薪及欠交數月租金
2024年9月1日，舒適堡被揭欠繳全體約740名員工6月及7月的強積金供款及附加費，涉約300萬港元。積金局要求立刻補交欠款並支付8月供款，否則局方會入稟法院向舒適堡作出民事申索，追討欠款及附加費。同月9日，立法會議員鄧家彪表示工聯會接獲過百名舒適堡健身教練及美容師求助，指公司拖欠全部職員8月薪金逾1500萬港幣，屬近年較大的欠薪個案。10日，沙田分店被指自6月起拖欠租金和雜費達673.6萬港元，業主入稟高等法院追討涉款和相關損失並要求對方把舖位交吉，入稟狀指原告和被告於2023年5月簽訂3年租約，沙田連城廣場3樓全層健身部和4樓其中19個舖位美容部合計月租131.9萬港幣，以及每月管理費36.5萬元、冷氣費13.1至14.3萬元和宣傳費4.1萬元，簽約時舒適堡按條款向業主支付545萬按金並提供銀行擔保。

## 全線結業及創辦人夫婦被捕
2024年9月6日上午，舒適堡於網站發通告稱，雖然新冠疫情後經濟環境逐漸改善，但若干分店租金維持高企，無奈需「暫時」全線結業，700多名員工即時失業，數以萬計會員受影響。店方聲稱重整業務，並有新投資者承諾繼續為舒適堡客戶免費延續會籍、教練課堂及美容療程，一旦洽談成功將重開全部分店。舒適堡前員工指另一間連鎖健身集團Square Fitness會接手業務，惟Square Fitness發聲明否認，12日灣仔店以「Healthy」名義重開，衹招待原舒適堡客戶並聲稱可完成合約餘下之服務，惟最初數日桑拿停開並衹可以冷水洗澡，亦需簽署「申請取代舒適堡提供剩餘服務同意書」，有人擔心無法追討舒適堡未用會費及教練堂費而不打算簽署並使用重開後之灣仔店，21日醫療美容集團perFACE接觸舒適堡，10月3日簽署意向書接管舒適堡部分業務，其中健身業務改名「perFIT」，同日起灣仔健身店以新名營運，並計劃重開更多分店，連同集團旗下11間醫美中心會為客戶提供餘下服務，客人衹需攜帶有效會籍期內之舒適堡會員證，毋須簽署任何同意書及繳交附加費即可使用服務，perFACE已聘用舒適堡約200名前員工。截至10月4日傍晚5時，消委會共接獲5,344宗相關結業投訴，涉及總金額近1.91億港元，每宗個案涉款介乎99元至202萬港幣不等，平均則為3萬餘元。770多名僱員向勞工處求助以追討欠薪及遣散費，香港海關及香港警察共接獲1,979宗舉報，涉款逾9,500萬港元，單一項目最高涉及近200萬元，海關成立專責隊伍並前往分店調查，警方則循詐騙及虛假陳述方向徹查，香港特區政府成立跨部門專責小組盡快處理。
2024年9月11日，因舒適堡在9月5日、即其結業前一日仍有收顧客預繳費用，涉違商品說明條例，公司創辦人兼董事夫婦陸毅強及何玉華因而被海關拘捕。

## 外部連結
- 香港舒適堡 官方網站
- 上海舒適堡 官方網站 （页面存档备份，存于）